# Hermann Michel (minéralogiste)
Pour les articles homonymes, voir Hermann Michel (homonymie) et Michel.
Hermann Michel, né le 8 février 1888 à Neustadt (an der Tafelfichte),  alors en Autriche-Hongrie, et mort le 15 octobre 1965 à Purkersdorf, en Autriche, est un minéralogiste autrichien, spécialiste des pierres précieuses. Il a dirigé le Musée d'histoire naturelle de Vienne  (1933–1938 et 1947–1951).

## Biographie
Hermann Michel, fils d’un instituteur du nord de la Bohème, s’intéresse dès sa jeunesse à la géologie et à la minéralogie. À partir de 1909, il étudie  les sciences naturelles à l’université de Vienne et obtient son doctorat en 1912, sous la direction de Friedrich Johann Karl Becke, avec un mémoire intitulé « Die Feldspate der Meteoriten » (Les feldspaths des météorites). Jusqu’en 1919, il est assistant à l’institut de minéralogie de l’université de Vienne,  une activité interrompue pendant 4 ans de service au cours de la Première Guerre mondiale. Après 1919, il prend un poste dans le département de minéralogie et de pétrographie du Musée d'histoire naturelle de Vienne. Il y devient curateur en 1922, puis directeur de département. Il est habilité auprès de l’université de Vienne en 1923, puis, en minéralogie, à l’université technique de Vienne à partir de 1928 .
En 1933 Michel est nommé directeur général du musée, succédant dans cette position à l’entomologiste Hans Rebel (1861–1940). Le lendemain de l’Anschluss, il est remplacé » par Otto Pesta (1885–1974), puis l’année suivante par Hans Kummerlöwe (1903–1995). Michel reste néanmoins directeur de département.  Il se bat intensément pour sauver les collections des dommages de guerre et à partir de 1941, il retrouve ses enseignements à l’université. Il est réinvesti de sa position de directeur général en 1947.
La même année, un an après la mort de sa première épouse Anny Fritsch, il se remarie avec  Margarete Drözda Etterlein. Michel prend sa retraite en 1952 et se retire complètement de la vie scientifique et publique.

## Travaux
Hermann Michel a publié environ 140 articles et 5 livres, dont :
- (de) Hermann Michel, Die künstlichen Edelsteine: ihre Erzeugung, ihre Unterscheidung von natürlichen und ihre Stellung im Handel, Leipzig, Diebener, 1926, 2e éd. (1re éd. 1914).
- (de) Hermann Michel, Perlen und Kulturperlen: Entstehung, Bau, Fischerei, Handel und Untersuchungen, Leipzig, Diebener, 1943, 2e éd. (1re éd. 1927).
- (en) Hermann Michel, Gems and Pearls: the Pocket Book for Juwelers, Springerl, 1929Présenté sous forme de petit classeur de poche à anneaux de métal reliant les pages, reliure en cuir..

Outre ses recherches scientifiques, Michel a aussi développé des techniques et des instruments destinés à distinguer les pierres naturelles des produits de synthèse qui commençaient à déferler sur le marché (par exemple, en 1925, il a mis au point une lampe destinée à tester les pierres précieuses) . Il a servi de conseiller auprès de la chambre de commerce de Vienne.